# Dicranomyia (Zelandoglochina) multinodosa
Dicranomyia (Zelandoglochina) multinodosa is een tweevleugelige uit de familie steltmuggen (Limoniidae). De soort komt voor in het Neotropisch gebied.